# Lasiocercis nigropunctatus
Lasiocercis nigropunctatus är en skalbaggsart som beskrevs av Stefan von Breuning 1966. Lasiocercis nigropunctatus ingår i släktet Lasiocercis och familjen långhorningar.
Artens utbredningsområde är Madagaskar. Inga underarter finns listade i Catalogue of Life.